# 黃瑞 (清朝)
黄瑞（1752年—1810年），字锡符，号辑堂，浙江江山縣（今浙江江山市）人。清朝軍事將領、武狀元。
乾隆四十二年，鄉試中舉；乾隆四十五年（1780年）庚子恩科一甲第一名武進士，授头等侍卫、乾清门行走。同年，任甘肃乌鲁木齐中营参将，后升湖南长沙协副将。嘉庆元年，署理湖北宜昌镇总兵，平定川楚白莲教起义，后被彈劾，降職處分。